# Madonna del Diadema blu

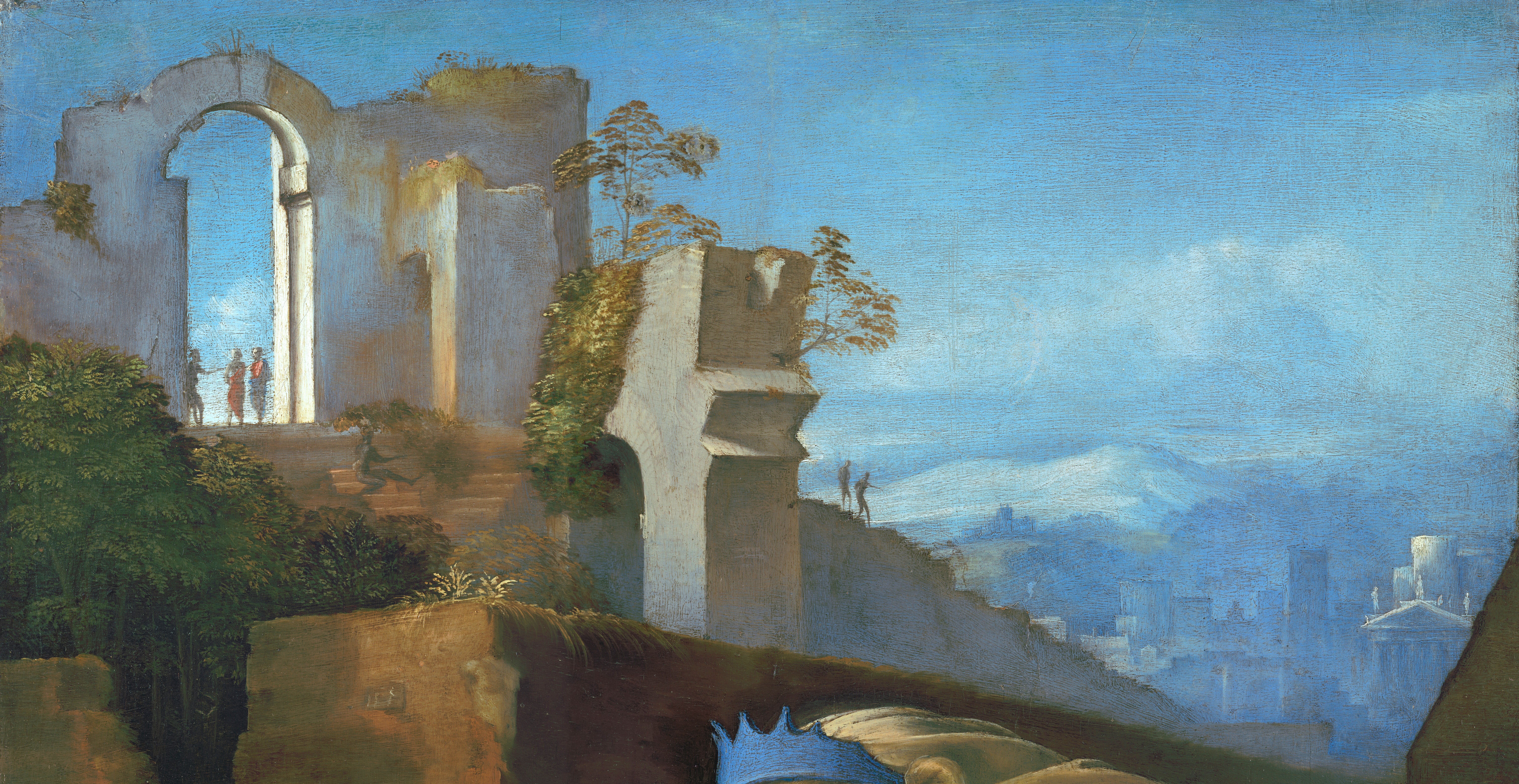
Dettaglio del paesaggio

La Madonna del Diadema blu è un dipinto a olio su tavola (58x44 cm) di Raffaello Sanzio e Giovan Francesco Penni, databile al 1510-1511 circa e conservato nel Museo del Louvre a Parigi.

## Storia
L'opera è nota dal 1620, quando si trovava nella raccolta La Vrillière di Parigi. In seguito pervenne al principe di Carignano (1728) e a Luigi XV di Francia (1743), dalle cui raccolte finì nelle collezioni reali e quindi nel museo parigino.
L'attribuzione è generalmente riferita al Sanzio, anche se Cavalcaselle vi lesse un intervento del Penni, mentre Fischel attribuì all'allievo l'intera esecuzione. Oggi, anche per via del cattivo stato di conservazione, si tende a considerare l'opera eseguita su disegno del maestro e da aiuti.
Non si conoscono disegni preparatori riferibili all'opera e, con l'esclusione del Filippini che parlò del 1507, l'esecuzione oscilla per gli studiosi tra il 1510 e il 1511 o tutt'al più il 1512. Se opera di bottega potrebbe invece collocarsi verso il 1518.

## Descrizione e stile
Si tratta di una Madonna del Velo: Maria solleva un velo trasparente per scoprire il figlio addormentato, prefigurandone la tragica sorte. Alla Crocifissione rimanda anche la croce di san Giovannino. Raffaello addolcì la scena con un tono intimo a familiare, a cui partecipa anche Giovanni Battista, abbracciato da Maria e dolcemente sorridente. Il Bambino dormiente cita forse opere della statuaria antica, o il celebre Cupido dormiente di Michelangelo.
Spicca l'accento plastico nei panneggi, fortemente chiaroscurati, e l'effetto dinamico della figura di Maria, con il velo, retto dal diadema blu che dà il titolo all'opera, gonfiato dallo spostamento d'aria, a sottolineare il suo movimento in avanti.
Lo sfondo è composto da un paesaggio aperto, dove rovine incombenti fanno da quinte, mentre al centro, in lontananza, si vede il profilo di una città, probabilmente Roma, con un tempio classico con statue sul timpano.
Appartiene allo stile di un allievo la tavolozza ricca di colori pastello smaltati, simili alla porcellana.